# 大西巨人
大西 巨人（おおにし きょじん、1916年（大正5年）8月20日 - 2014年（平成26年）3月12日）日本の小説家・評論家。本名は同じく「巨人」と書いて「のりと」。マルクス主義の立場を堅持し、唯物論的観点から個人の尊厳を創作で追究した。小説・批評のいずれにおいても、常に主体を明確にした、論理性を重んじる文体を用いた。
戦後、「近代文学」などに小説・評論を発表。戦後文学・思想の方向性を巡る論争で積極的に発言する。1955年から25年間書き継いだ『神聖喜劇』のほか、『五里霧』(1997年)、『迷宮』(2004年)など。

## 人物
福岡県福岡市出身。旧制福岡中学校（現・福岡県立福岡高等学校）、旧制福岡高等学校卒業、九州帝国大学法文学部中退。中退理由は日中戦争の反戦運動に加わり、除籍処分となったためである。大阪毎日新聞（現・毎日新聞）西部本社勤務を経て、1942年、対馬要塞重砲兵聯隊入隊。1946年、福岡高校の同級生であった宮崎宣久とともに綜合雑誌『文化展望』（三帆書房）を創刊し、編集に就く。『文化展望』に執筆した時評文が注目され、『近代文学』同人となる。1952年に上京し、新日本文学会常任中央委員に就く。会再編の方法と野間宏『真空地帯』を論じた「俗情との結託」での作品評価をめぐって宮本顕治と論争する。
1955年2月28日、『神聖喜劇』の稿を起こす。「軍隊を通して戦争時代一般戦争下人間一般を独自的に表現しようと考え出した」と大西は述べている。題名はダンテ・アリギエーリの『神曲』原題「La Divina Commedia」（神聖なる喜劇）から採ったものである。この作品には、野間の『真空地帯』が資本制経済下における階級社会の縮図としてある軍隊を描いていないという問題意識も反映している。最初は雑誌『新日本文学』に掲載、1972年、大西が新日本文学会を退会した後は『文芸展望』『社会評論』（活動家集団思想運動機関誌）に掲載、最後は書き下ろしで1980年に刊行が完結した。『神聖喜劇』は全8部、原稿用紙約4700枚に及び、「戦後文学の金字塔」「現代日本文学の金字塔」と称される。単行本は光文社から出版され、その後、文春文庫、ちくま文庫に入るたびに加筆修正された。
1980年、『週刊新潮』が息子の大西赤人と大西野人が血友病を患っていることを報道すると、それを見た渡部昇一が「神聖な義務」と題して「遺伝子疾患を持つ者は子供を産むことを未然に避けるべきだ」と主張し、いわゆる「神聖な義務」論争が起きた。
1992年には、異色の推理小説『三位一体の神話』を発表。その後も『迷宮』『深淵』と社会派推理小説のタッチを援用した文学的なミステリを上梓している。
2014年3月12日、肺炎のため、さいたま市中央区の自宅で死去。97歳没。

## 著作

### 小説

#### 長編
- 『神聖喜劇』（全五巻）光文社 1978年7月～1980年4月 のち文春文庫、ちくま文庫、光文社文庫
- 『天路の奈落』講談社 1984年10月[注 3]
- 『地獄変相奏鳴曲』講談社 1988年4月[注 4] のち講談社文芸文庫
- 『三位一体の神話』（上下巻）光文社 1992年6月 のち光文社文庫
- 『迷宮』 光文社 1995年5月 のち光文社文庫
- 『深淵』（上下巻）光文社 2004年1月 のち光文社文庫
- 『地獄篇三部作』光文社 2007年8月 のち光文社文庫[注 5]

#### 中編
- 『精神の氷点』 改造社 1949年4月、みすず書房 2001年1月
- 『縮図・インコ道理教』太田出版 2005年7月

#### 短編
- 『五里霧』講談社 1994年10月 のち講談社文芸文庫
- 『二十一世紀前夜祭』光文社 2000年8月

### 評論
- 『戦争と性と革命』三省堂 1969年10月
- 『巨人批評集―文芸における「私怨」』秀山社 1975年8月
- 『巨人雑筆』講談社 1980年12月
- 『大西巨人文藝論叢（上巻）俗情との結託』立風書房 1982年9月
- 『大西巨人文藝論叢（下巻）観念的発想の陥穽』立風書房 1985年5月
- 『運命の賭け』晩聲社 1985年10月
- 『遼東の豕』晩聲社 1986年11月
- 『巨人の未来風考察』朝日新聞社 1987年3月
- 『大西巨人文選（全四巻）』 みすず書房 1996年6月～1996年8月 
  - 『1 新生』1946‐1956
  - 『2 途上』1957‐1974
  - 『3 錯節』1977‐1985
  - 『4 遼遠』1986‐1996

### 共著
- 『未完結の問い』鎌田哲哉（聞き手）作品社 2007

### 編著
- 『兵士の物語―軍とは、兵士とは何であったか』立風書房 1971年
- 『日本掌編小説秀作選』（上巻〈雪・月篇〉／下巻〈花・暦篇〉） 光文社 1981年 のち文庫
- 『春秋の花（詩歌）』光文社 1996年 のち文庫[10]

## 漫画化
- 岩田和博脚色・のぞゑのぶひさ画『神聖喜劇』全6巻　2006〜2007年 
  - 日本漫画家協会賞および手塚治虫文化賞を受賞[1]。

## シナリオ化
- 荒井晴彦『シナリオ 神聖喜劇』　2004年

## テレビ番組
- ETV特集「神聖喜劇ふたたび〜作家・大西巨人の闘い〜」　2008年4月13日放送